# Ada Falcón
Ada Falcón (17 tháng 8 năm 1905 – 4 tháng 1 năm 2002) là một vũ công tango, ca sĩ kiêm diễn viên điện ảnh người Argentina, những năm 1920 và 1930. Bà đóng vai chính trong bộ phim phát thanh điện ảnh Ídolos de la vào năm 1934. Bà nổi tiếng với công việc tango của mình và thu âm hơn 200 bản thu âm trong thập niên 1920 và 1930. Bà chia sẻ một mối quan hệ lâu dài với nhà lãnh đạo dàn nhạc Francisco Canaro. Bà bí ẩn biến mất khỏi ánh đèn sân khấu vào năm 1942 và sống ẩn dật cho đến khi bà qua đời vào năm 2002 ở tuổi 96.

## Đầu đời
Falcón được sinh ra ở Buenos Aires vào năm 1905. Bà bắt đầu diễn trong nhà hát chỉ mới 11 tuổi. Bà được biết đến với cái tên "la Joyita Argentina" (viên ngọc Little Argentina). Ở tuổi 13, bà xuất hiện trong bộ phim đầu tiên của mình, El festín de los Caranchos, trong năm 1918.
Là một ca sĩ, bà làm việc trong các chương trình âm nhạc và là một nữ diễn viên trong nhà hát và di chuyển hình ảnh. Năm 1925, bà thực hiện những bản thu âm tango đầu tiên với tư cách nghệ sĩ độc tấu với dàn nhạc của Osvaldo Fresedo, cho Victor Records.
Falcón có một giọng nữ cao (mezzo-soprano), là điều bất thường tại thời điểm đó cho các ca sĩ tango nữ, hầu hết trong số họ là sopranos.
Falcón đạt danh tiếng trong nước và quốc tế khi hát cùng dàn nhạc của Francisco Canaro. Giữa năm 1930 và 1942, bà đã ở đỉnh cao của cuộc đời nghệ thuật của mình: bà thu âm hơn 200 bài hát và trở thành một nghệ sĩ giàu có.

## Cuộc sống cá nhân
Trong những năm tháng nổi tiếng của mình, Falcón rất thích những thứ xa xỉ như lông thú, đồ trang sức đắt tiền và những chiếc xe mạnh mẽ. Bà sống trong một ngôi nhà phố ba tầng trong khu phố Buenos Aires của Palermo.
Bà đã có một mối quan hệ lãng mạn hỗn loạn mười năm với Francisco Canaro, một người đàn ông đã lập gia đình vào thời điểm đó. Canaro từ chối ly dị vợ.

## Ẩn dật
Năm 1942 Falcón đột nhiên rút lui khỏi cuộc sống công cộng và bị cô lập trong nhà, tránh tiếp xúc với thế giới bên ngoài. Bà thỉnh thoảng rời khỏi nhà để đi đến đại lễ mặc đồ đen, khuôn mặt của bà được bao phủ bởi một tấm lưới hoặc bằng kính râm, đeo một chiếc khăn xếp trắng và găng tay trắng.
Nguyên nhân của sự việc này là một bí ẩn; bà ấy chưa bao giờ nói về nó. Có suy đoán rằng do có thể là do tình yêu với Canaro. 
Sau một thời gian, bà trở thành một "nữ tu đại học" và bước vào một tu viện biệt lập trên những ngọn đồi của tỉnh Córdoba. Ở đó, bà sống như một người ăn xin theo lựa chọn riêng của mình, trong một căn phòng nhỏ với đồ nội thất nhỏ và bữa ăn tiết kiệm, cho đến khi bà được chuyển đến nhà nghỉ hưu do sức khỏe.
Bà qua đời vào năm 2002 và được chôn cất trong lăng mộ dành riêng cho các nghệ sĩ nổi tiếng trong nghĩa trang Chacarita ở Buenos Aires.

## Phim tài liệu
Nhà làm phim Lorena Munoz và Sergio Wolf đã làm một bộ phim tài liệu về cuộc đời của Falcón, có tựa đề Yo no sé qué me han hecho tus ojos (Tôi không biết những gì đôi mắt của bạn đã làm cho tôi), được phát hành vào năm 2003. Mặc dù bà đã không cho phép  hình ảnh bà  được chụp trong gần 60 năm và hiếm khi đưa ra các cuộc phỏng vấn, bà cho phép các nhà làm phim quay một cuộc phỏng vấn với bà ngay trước khi bà qua đời.

## Phim
- El festín de los caranchos (1918)
- Tu cuna fue un conventillo (1925)
- Ídolos de la radio (1934)
- Yo no sé qué me han hecho tus ojos (2003)